# 카유가어

카유가어는 이로쿼이 연맹에 속한 카유가족이 쓰는 언어이며 캐나다의 온타리오에서 쓴다.

## 방언
카유가어는 두가지 별개의 방언이 있는데 하나는 온타리오에서 쓰고 있고 다른 하나는 "세네카-카유가"라고 불리는 것이 1980년대까지 오클라호마에서 쓰였다.

## 발음
- 모음
  - A a - 우리말의 '아'로 발음한다.
  - A: a: - '아' 발음을 좀 더 길게 끌어준다.
  - E e - 우리말의 '에'로 발음하나 영어의 "Spanish"처럼 발음하며 영어의 "gate"의 "a"(-에이)처럼 발음한다.(:가 붙어있으면 좀 더 끌어서 읽는다.)
  - I i - 우리말의 '이'로 발음한다.(:가 붙으면 좀 더 끌어서 읽는다.)
  - O o - 우리말의 '오'로 발음한다.(:가 붙으면 좀 더 끌어서 읽는다.)
  - U u - 우리말의 '우'처럼 발음한다.(:가 붙으면 좀 더 끌어서 읽는다.)

- 비음 모음 - 비음 모음은 영어에 없다. 그러나 프랑스어와 유사하거나 영어로 말하는 사람이 프랑스 억양을 쓰는 것과 유사하다. 그들은 구두 모음과 같이 발음한다. 코와 입을 이용해 발음을 한다. 영어 사용자에게는 콧소리 모음이 글자의 끝에 'n(ㄴ)'과 약간 비슷하게 발음한다. 예를 들면 프랑스어의 'bon'과 'Jean'처럼 발음한다.
  - ę(eñ, enh)
  - ę:(ę·, ęę, e:ñ, e·ñ, eenh)
  - ǫ(ų, oñ, onh, un) -  õ ~ ũ(IPA 표기)
  - ǫ:(ų:, ǫ·, o:ñ, o·ñ, oonh) - õ: ~ ũ:(IPA 표기)

- 자음
  - d - 우리말의 "ㄷ"처럼 발음한다.
  - g - 우리말의 "g"처럼 발음한다.
  - h - 우리말의 "ㅎ"처럼 발음한다.
  - j - 우리말의 "ㅈ"처럼 발음하거나 "ㅊ"처럼 발음한다.
  - k - 우리말의 "ㅋ"처럼 발음한다.
  - n - 우리말의 "ㄴ"처럼 발음한다.
  - r - 우리말의 "ㄹ"처럼 발음한다.(영어의 "red"의 'r'처럼 발음한다.)
  - s 우리말의 "ㅅ"처럼 발음하나 'y'나 'r' 앞에 있으면 영어 'show'의 'sh'와 같은 발음을 한다.
  - t - 우리말의 "ㅌ"을 부드럽게 발음한다.(영어의 'star'의 't'처럼 발음한다.)
  - ts - 'tsunami'의 'ts'처럼 발음한다.
  - w - 영어 'way'의 'w'처럼 발음한다.
  - y - 영어 'yes'의 'y'처럼 발음한다.
  - ’- 끊어 줄때 내는소리(pause sound)이다. "uh-oh."의 가운데처럼 발음한다.

단, 'th'는 영어의 'think'처럼 발음하지 않으며 'sh'도 영어의 'mishap'처럼 발음하도록 한다.